# Cataliptus peyerimhoffi
Cataliptus peyerimhoffi är en tvåvingeart som först beskrevs av Mario Bezzi 1916.  Cataliptus peyerimhoffi ingår i släktet Cataliptus och familjen fjädermyggor.
Artens utbredningsområde är Algeriet. Inga underarter finns listade i Catalogue of Life.